# Centromyrmex
Centromyrmex là một chi kiến thuộc họ Formicidae. Chi có các loài sau:
- Centromyrmex alfaroi – Emery, 1890
- Centromyrmex bequaerti – (Forel, 1913)
- Centromyrmex brachycola – (Roger, 1861)
- Centromyrmex congolensis – Weber, 1949
- Centromyrmex constanciae – Arnold, 1915
  - Centromyrmex constanciae angolensis – Santschi, 1937
  - Centromyrmex constanciae constanciae – Santschi, 1915
  - Centromyrmex constanciae guineensis – Bernard, 1953
- Centromyrmex decessor – Bolton, B. & Fisher, B. L., 2008[1]
- Centromyrmex ereptor – Bolton, B. & Fisher, B. L., 2008[1].
- Centromyrmex feae – (Emery, 1889)
  - Centromyrmex feae ceylonicus – Forel, 1900
  - Centromyrmex feae feae – (Emery, 1889)
  - Centromyrmex feae greeni – Forel, 1901
- Centromyrmex fugator – Bolton, B. & Fisher, B. L., 2008[1]
- Centromyrmex gigas – Forel, 1911
- Centromyrmex hamulatus – (Karavaiev, 1925)
- Centromyrmex praedator – Bolton, B. & Fisher, B. L., 2008[1]
- Centromyrmex raptor – Bolton, B. & Fisher, B. L., 2008[1]
- Centromyrmex secutor – Bolton, B. & Fisher, B. L., 2008[1]
- Centromyrmex sellaris – Mayr, 1896
  - Centromyrmex sellaris longiventris – Santschi, 1919
  - Centromyrmex sellaris sellaris – Mayr, 1896
- Centromyrmex silvestrii – (Santschi, 1914)